# Lessolo
Lessolo (Léssoj [ˈleswi] in piemontese, dunque Léssolo in italiano) è un comune italiano di 1 746 abitanti della città metropolitana di Torino in Piemonte. Il paese sorge a destra della Dora allo sbocco della valle della Dora Baltea.

## Geografia fisica

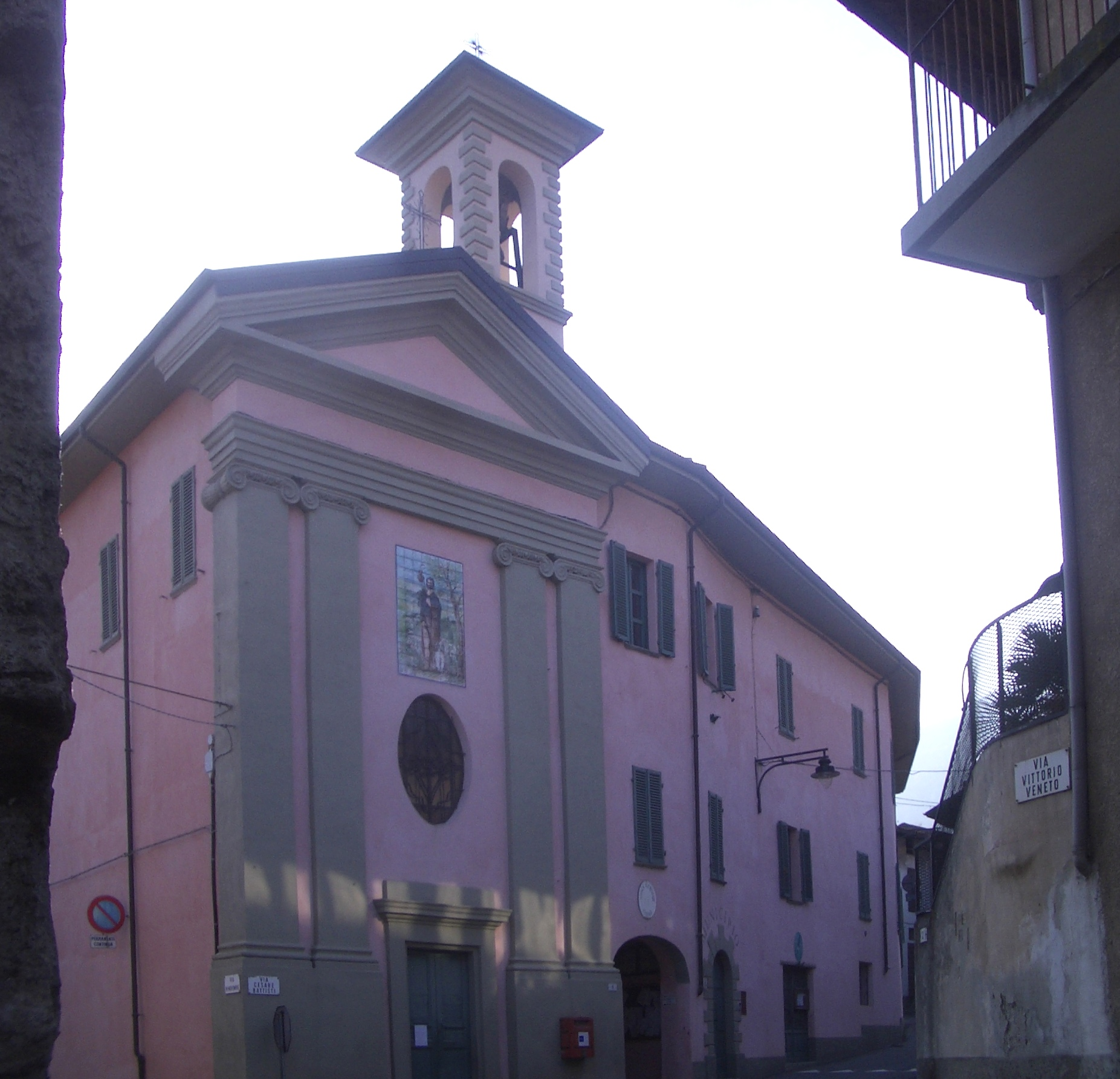
Cappella di San Rocco e Municipio

Il comune di Lessolo sorge a nord ovest di Ivrea nella valle della Dora Baltea. Situato sulla riva destra del fiume il territorio varia gradualmente dalla pianura alla montagna, anche se il territorio comunale non raggiunge altezze superiori ai 500 metri. Il paese si arrampica sulla serra morenica che giunge in Valchiusella, ma rimane sempre all'interno dell'anfiteatro morenico di Ivrea. A nord si trova la frazione di Calea che confina con Bajo Dora, mentre a sud le colline fanno da confine naturale con Fiorano e Loranzè. Il paese è sovrastato dalla chiesa e dal vicino centro abitato di Brosso, con cui condivide il sito minerario delle miniere di Brosso, ora dismesse, mentre a est la Dora fa da confine naturale con Montalto Dora.

## Storia
Lessolo viene citato per la prima volta in un documento del 1044. Nella zona sono stati però rinvenuti indizi che fanno pensare alla presenza di insediamenti salassi, romani e poi longobardi.
La parrocchia di San Giorgio fu istituita nel 1305. La chiesa di San Giorgio nella sua attuale struttura risale principalmente al XVIII secolo.
Sin dal 1159 si ha notizia di una "Comunità degli uomini di Lessolo", che possedeva alcuni beni comuni (terreni, forno, torchio). La comunità era sottoposta a consoli, che venivano eletti annualmente dall'assemblea dei capifamiglia, che si riuniva nella "Piazza" di fronte alla cappella di San Rocco. La struttura e il funzionamento della Comunità, i suoi rapporti con i nobili, e le leggi per garantire una convivenza pacifica nel paese sono descritte negli Statuti del 1430.
Un ramo dei signori di Castellamonte, che comprendeva le famiglie Cagnis, Cognenco, Magnis, Capris, ebbe a lungo giurisdizione sul paese.
Nel 1863 nacque a Lessolo Francesco Ruffini.
Negli anni della seconda guerra mondiale, tra il 1940 e il 1943, furono internati a Lessolo 7 profughi ebrei, provenienti dai Balcani (inclusa una bambina, nata ad Ivrea il 2 maggio 1943 durante il soggiorno coatto). Dopo l'8 settembre 1943, con l'occupazione tedesca, il gruppo si disperse, trovando per lo più rifugio in Svizzera. Alla fine quasi tutti internati riuscirono a salvarsi, con l'eccezione di Theodor Schneider, che, arrestato a Lessolo nel febbraio 1944, fu deportato e ucciso ad Auschwitz nell'aprile dello stesso anno.
Fino al 1964 era attiva sul territorio di Lessolo la miniera nota come "Miniera di Brosso".

### Simboli
Lo stemma e il gonfalone del Comune di Lessolo sono stati concessi con decreto del presidente della Repubblica del 28 marzo 2007.
Il gonfalone è un drappo di giallo con la bordatura di verde.

## Monumenti e luoghi d'interesse
- Castello Cagnis

## Società

### Evoluzione demografica
Abitanti censiti

## Amministrazione
Di seguito è presentata una tabella relativa alle amministrazioni che si sono succedute in questo comune.
| Periodo        | Periodo        | Primo cittadino    | Partito                          | Carica  | Note   |
| -------------- | -------------- | ------------------ | -------------------------------- | ------- | ------ |
| 20 giugno 1985 | 18 maggio 1990 | Valter Caffaro     | Democrazia Cristiana             | Sindaco | [ 12 ] |
| 18 maggio 1990 | 24 aprile 1995 | Valter Caffaro     | Democrazia Cristiana             | Sindaco | [ 12 ] |
| 24 aprile 1995 | 14 giugno 1999 | Valter Caffaro     | -                                | Sindaco | [ 12 ] |
| 14 giugno 1999 | 14 giugno 2004 | Valter Caffaro     | lista civica                     | Sindaco | [ 12 ] |
| 14 giugno 2004 | 8 giugno 2009  | Franco Sicheri     | lista civica                     | Sindaco | [ 12 ] |
| 8 giugno 2009  | 26 maggio 2014 | Franco Sicheri     | lista civica                     | Sindaco | [ 12 ] |
| 26 maggio 2014 | 27 maggio 2019 | Elena Caffaro      | lista civica Il paese che vorrei | Sindaco | [ 12 ] |
| 27 maggio 2019 | 9 giugno 2024  | Elena Caffaro      | lista civica Il paese che vorrei | Sindaco | [ 12 ] |
| 9 giugno 2024  | in carica      | Walter Dagassolemi | lista civica Per Lessolo         | Sindaco | [ 12 ] |